# William Moultrie
William Moultrie (Charleston, 23 novembre 1730 – Charleston, 27 settembre 1805) è stato un militare e politico statunitense che divenne generale durante la guerra d'indipendenza americana.
In qualità di colonnello alla guida di una milizia statale, nel 1776 impedì agli inglesi di conquistare Charleston, e Fort Moultrie venne così chiamato in suo onore.

Bandiera di Moultrie

Da lui prende il nome la Bandiera di Moultrie, utilizzata durante la difesa dell’Isola di Sullivan.